# Kartäusertor

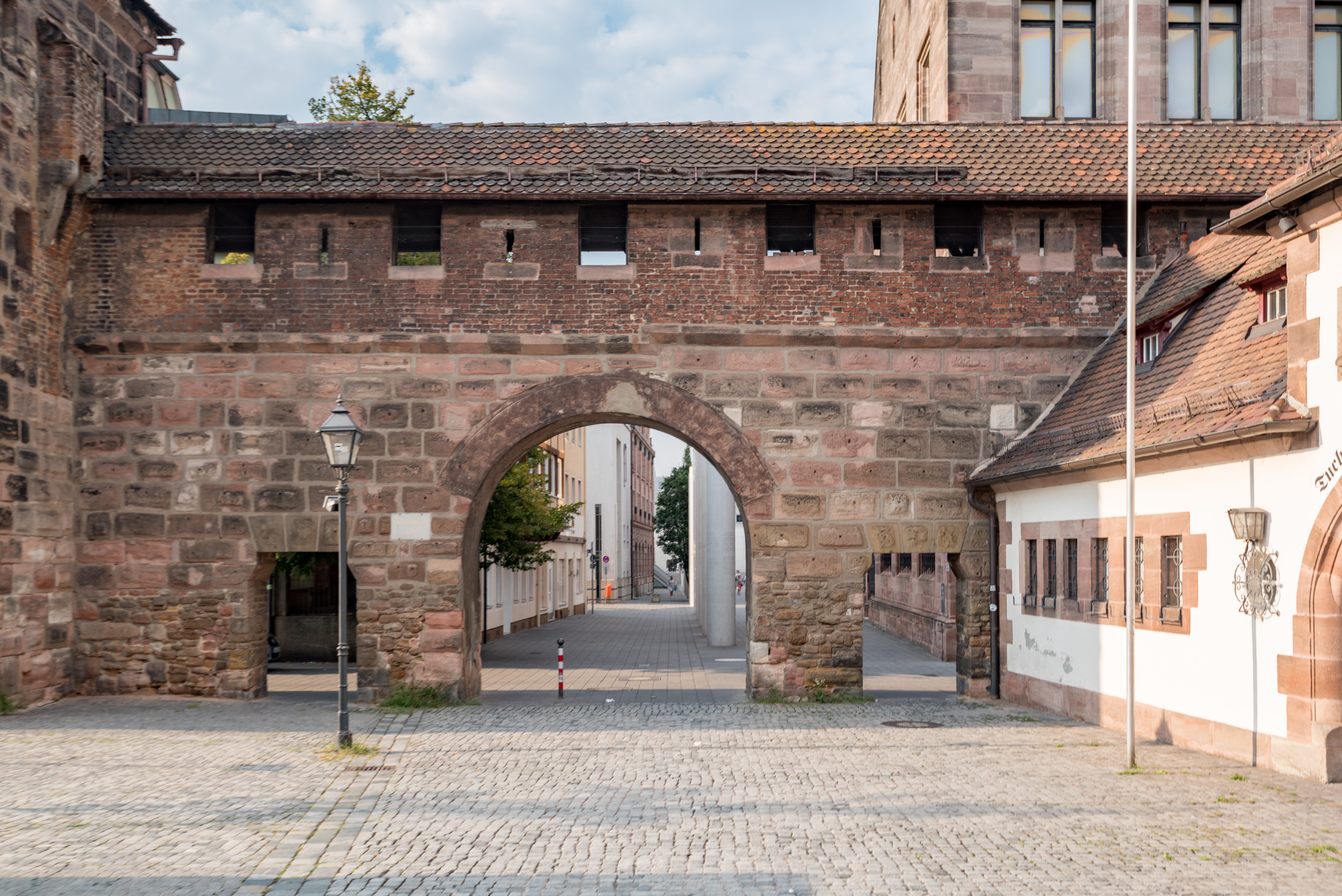
Kartäusertor, 2018

Das Kartäusertor ist ein Tor im Süden der Nürnberger Stadtmauer.

## Geschichte
Um dem zunehmenden Verkehr gerecht zu werden, wurden im 19. Jahrhundert in die Frauentormauer mehrere neue Tore oder Mauerdurchbrüche gebaut. Das Kartäusertor wurde in diesem Zusammenhang 1882 errichtet. Es verbindet heute die Ringstraße (Frauentorgraben) und den U-Bahnhof Opernhaus mit der Straße der Menschenrechte und dem Germanischen Nationalmuseum.
Neben dem Tor befindet sich ein großes Gasthaus, das, wahrscheinlich Ende des 19. Jahrhunderts, in die Stadtmauer gebaut wurde. Unter dem Namen „Tucherbräu am Opernhaus“ war es lange eine Institution, bis es 2012 schloss. Nach längerer Pause wurde es renoviert und 2022 wieder eröffnet.